# Kirchberg (Szászország)
Kirchberg település Németországban, azon belül Szászország tartományban. Lakosainak száma 7979 fő (2023. december 31.). Kirchberg Steinberg és Hirschfeld községekkel határos.

## Népesség
A település népességének változása:
| Lakosok száma | 8317 | 8242 | 8093 | 8082 | 7979 |
|               | 2017 | 2019 | 2021 | 2022 | 2023 |